# Amtsgericht Pinneberg

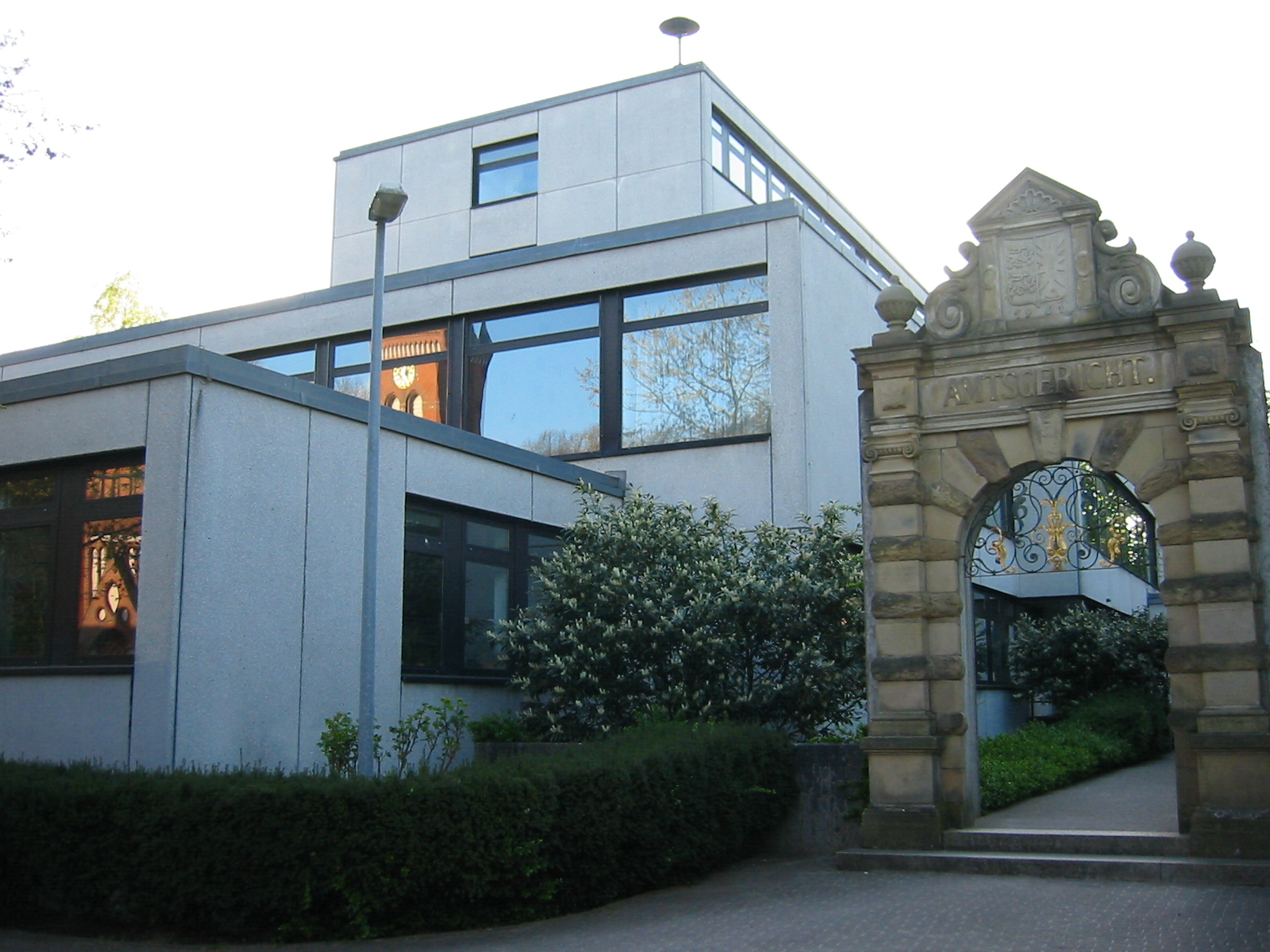
Gebäude des Amtsgerichts Pinneberg mit dem Eingangsportal des Amtsgerichtsgebäudes von 1908

Das Amtsgericht Pinneberg ist ein deutsches Gericht der ordentlichen Gerichtsbarkeit. Es ist eines von vier Amtsgerichten (AG) im Bezirk des Landgerichts Itzehoe und eines von 22 Amtsgerichten in Schleswig-Holstein. Es hat etwa 130 Mitarbeiter.

## Gerichtssitz und -bezirk

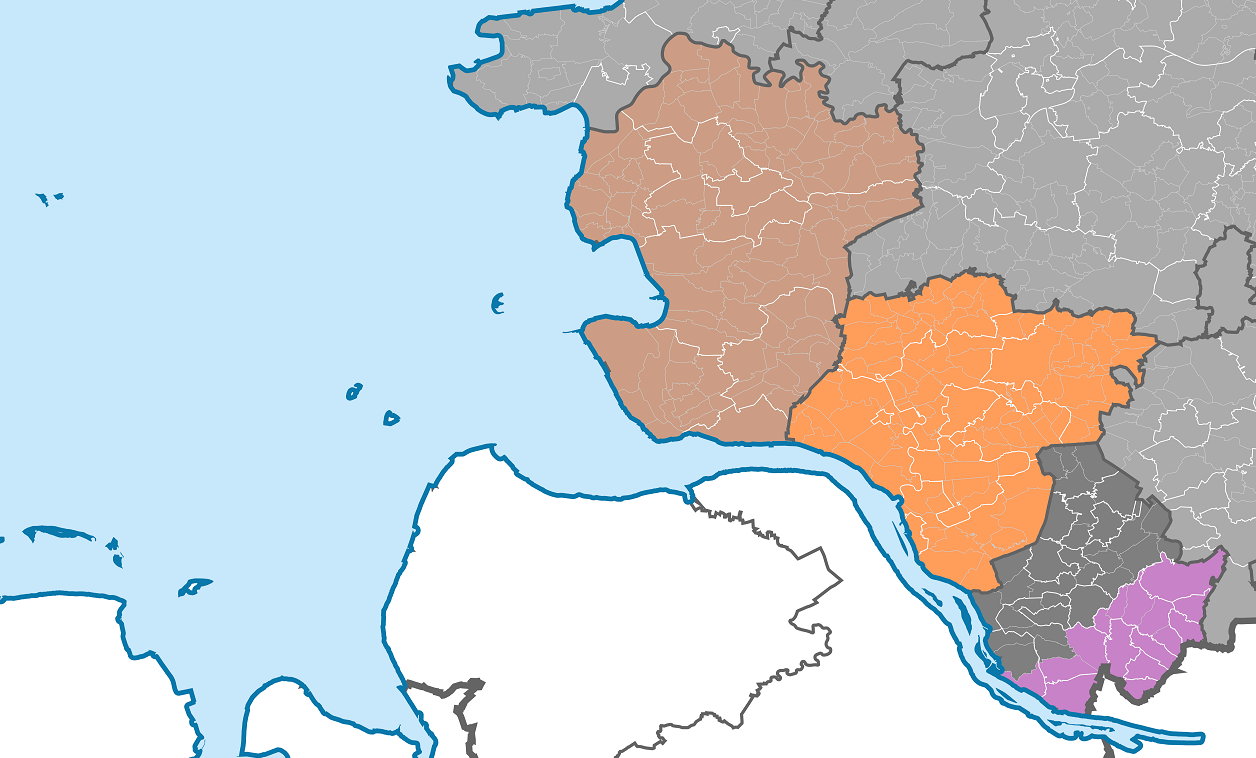
Gerichtsbezirke der dem LG Itzehoe nachgeordneten Amtsgerichte
AG Meldorf
AG Itzehoe
AG Elmshorn
AG Pinneberg

Das Gericht hat seinen Sitz in der Stadt Pinneberg.
Der Gerichtsbezirk umfasst das Gebiet der folgenden Gemeinden und Städte.
| - Appen, - Bönningstedt, - Borstel-Hohenraden, - Ellerbek, - Halstenbek, - Hasloh, - Helgoland, - Hetlingen, - Holm, | - Kummerfeld, - Pinneberg, - Prisdorf, - Quickborn, - Rellingen, - Schenefeld, - Tangstedt und - Wedel. |

Zudem gehören zum Gerichtsbezirk die gemeindefreien Küstengewässer um die Insel Helgoland, während die übrigen Nordsee-Küstengewässer Schleswig-Holsteins dem Bezirk des Amtsgerichts Husum zugelegt wurden.

## Geschichte

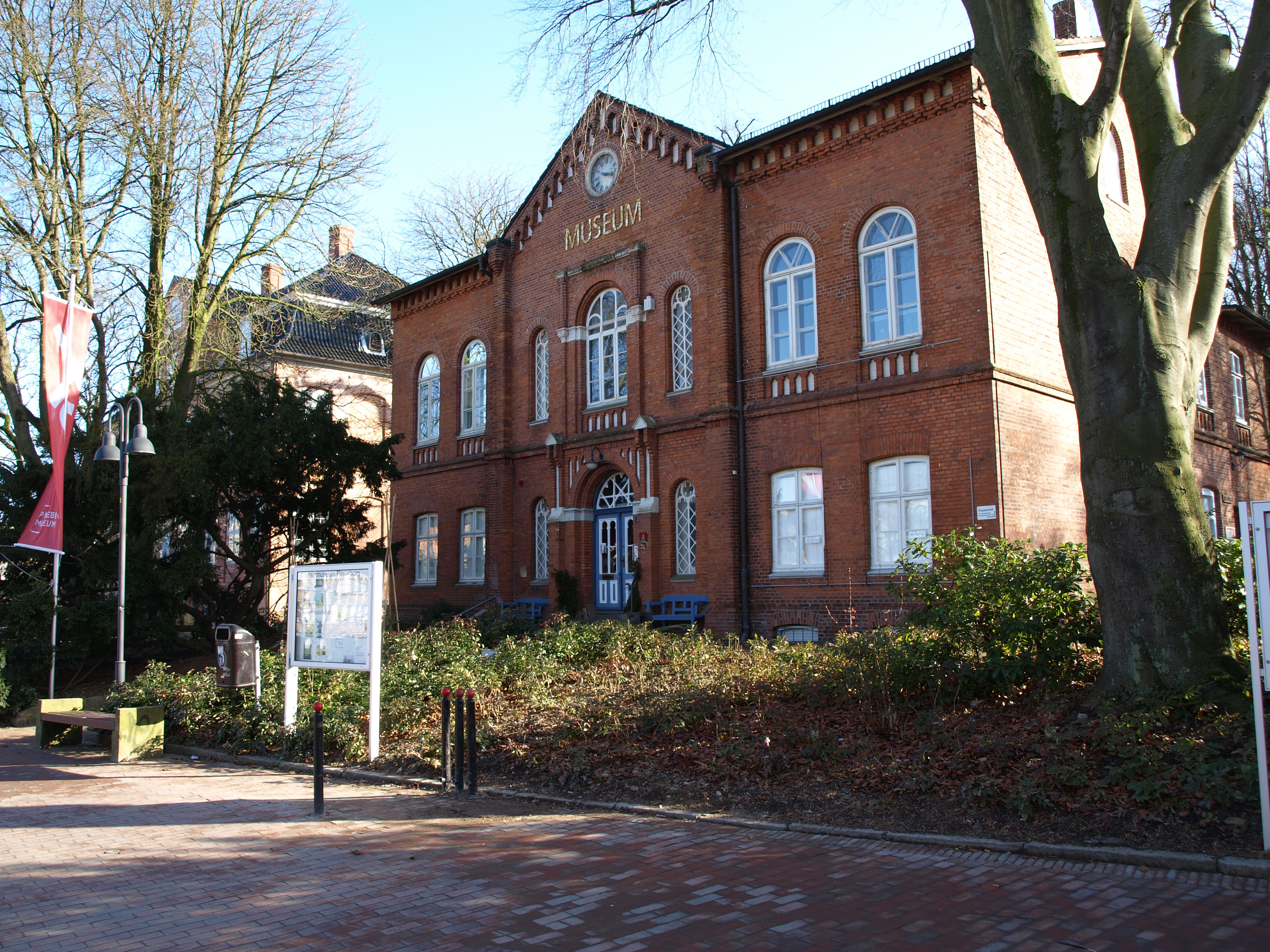
Gebäude des alten Amtsgerichts von 1855, heutiges Stadtmuseum Pinneberg

Pinneberg hat eine weit zurückreichende Tradition als Gerichtsort. Noch heute befinden sich zwei von ursprünglich 4 Schwursteinen auf der Thingstätte, der heutigen Dingstätte, vor dem Gebäude der Drostei. Erstmals urkundlich erwähnt wurde das Pinneberger „Göding“ im Jahr 1397, in der Freeseschen Landtafel von 1588 ist die Gerichtsstätte mit einem Schandpfahl, dem „Kaak“, gekennzeichnet.
Mit der Annexion Schleswig-Holsteins wurden 1867 in der nunmehr preußischen Provinz fünf Kreisgerichte und das übergeordnete Appellationsgericht Kiel eingerichtet. Als Eingangsgerichte wurden Amtsgerichte geschaffen, darunter das Amtsgericht Pinneberg als eines von 13 Amtsgerichten des Kreisgerichts Altona. Den Gerichtssprengel bildete die Haus- und Waldvogtei Pinneberg, ausgenommen Poppenbüttel und Hummelsbüttel.
Mit dem Inkrafttreten des deutschen Gerichtsverfassungsgesetzes am 1. Oktober 1879 wurden reichsweit einheitlich Amts-, Land- und Oberlandesgerichte geschaffen. Das Amtsgericht Pinneberg blieb bestehe und war nun dem Landgericht Kiel nachgeordnet.
Sein Gerichtsbezirk umfasste nun Kreis Pinneberg außer den Teilen, die den Amtsgerichten Altona, Blankenese, Elmshorn, Rantzau und Uetersen zugeordnet waren. Am Gericht bestanden 1880 drei Richterstellen. Das Amtsgericht war damit ein größeres Amtsgericht im Landgerichtsbezirk.
Mit dem Groß-Hamburg-Gesetz von 1937 wurde das Amtsgericht Blankenese zu einem hamburgischen Amtsgericht und gab die preußisch gebliebene Gemeinde Schenefeld an das Amtsgericht Pinneberg ab.
1959 wurde in Garstedt eine Zweigstelle Garstedt des Amtsgerichts Pinneberg gebildet. Diese wurde 1962 als Amtsgericht Garstedt selbständig.
1970 wurde das Amtsgericht Schenefeld aufgehoben. Heute besteht die Außenstelle Schenefeld des Amtsgerichts Pinneberg unter der Adresse Osterbrooksweg 42 in Schenefeld.

## Gerichtsgebäude
1855 erfolgte der Bau eines Amtsgerichtsgebäudes an der Dingstätte 25, 1908 wurde der Sitz des Amtsgerichts an die heutige Adresse in der Bahnhofstrasse 17 verlegt. Das neo-barocke Gebäude wurde 1977 abgerissen und durch den heutigen Zweckbau ersetzt.
Ende Mai 2021 musste der Westflügel des 1975 errichteten Gebäudes aufgrund massiver Bauschäden geräumt werden. Die Tragfähigkeit der Fundamente ist durch eine Alkali-Kieselsäure-Reaktion (umgangssprachlich „Betonkrebs“) in Frage gestellt. Untersuchungen des Ostflügels ergaben, dass dieser zwar nicht einsturzgefährdet, aber eine Sanierung zwingend erforderlich ist, weil auch die Fundamente des Ostflügels von „Betonkrebs“ betroffen sind. Das Gerichtsgebäude ist daher für einen längerfristigen Zeitraum geräumt.

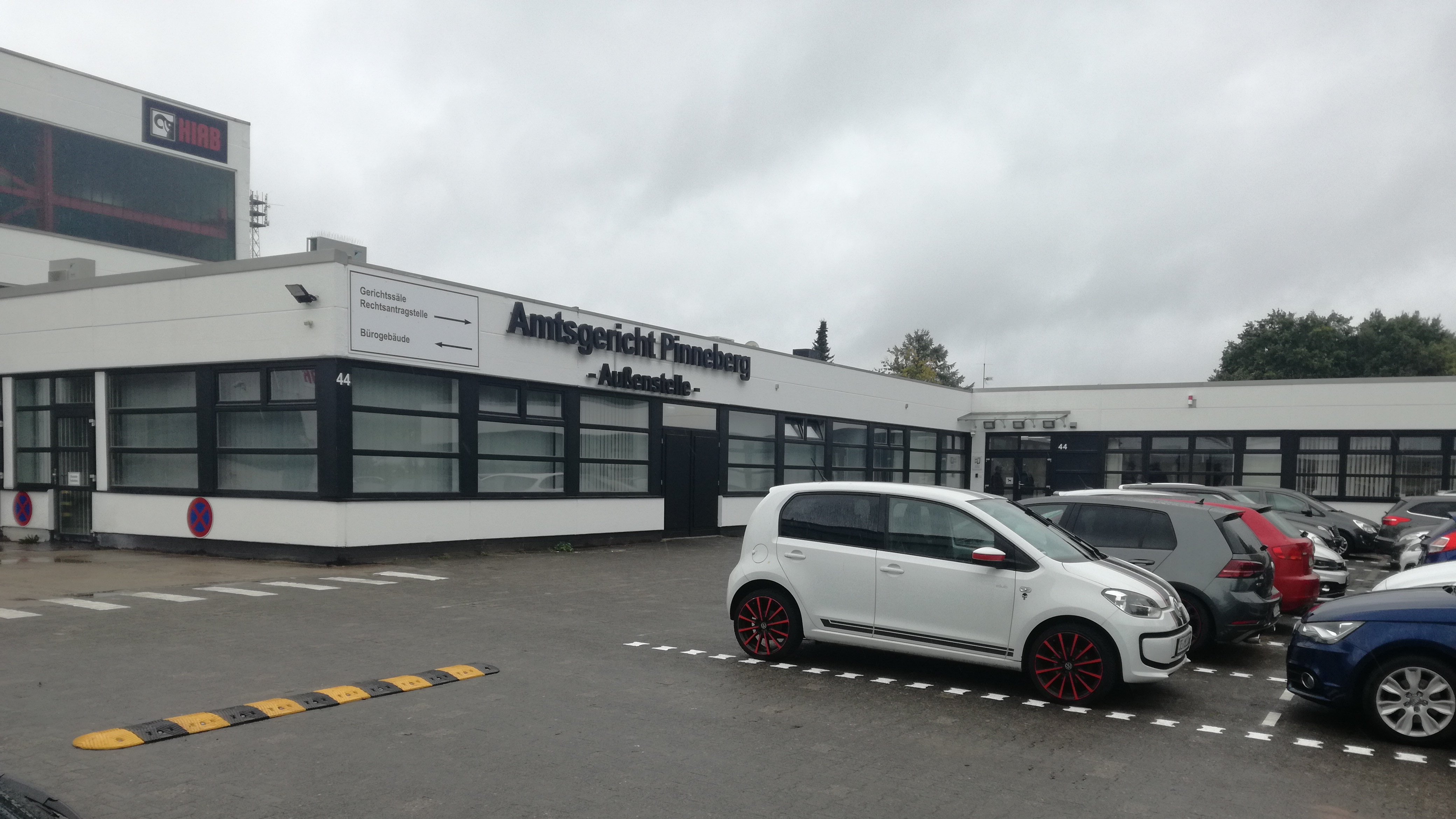
Gebäude der Außenstelle in Schenefeld

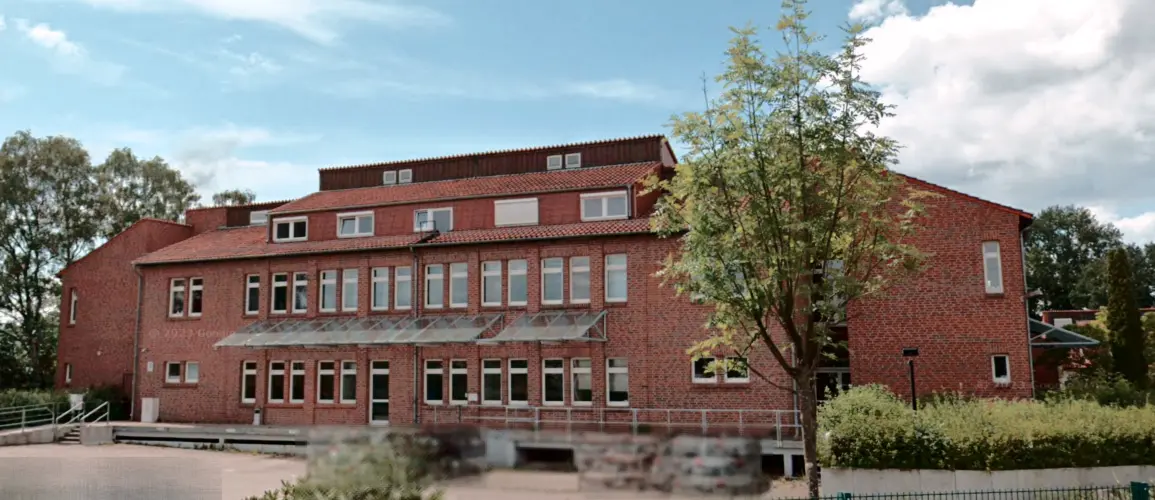
Gebäude der Außenstelle in Quickborn

Derzeit ist das Gericht daher ausschließlich in den beiden Außenstellen Osterbrooksweg 42 und 44 in Schenefeld sowie Pascalkehre 1 in Quickborn untergebracht.

## Übergeordnete Gerichte
Dem Amtsgericht Pinneberg übergeordnet ist das Landgericht Itzehoe. Zuständiges Oberlandesgericht ist das Schleswig-Holsteinische Oberlandesgericht.